# Combate de Maipón

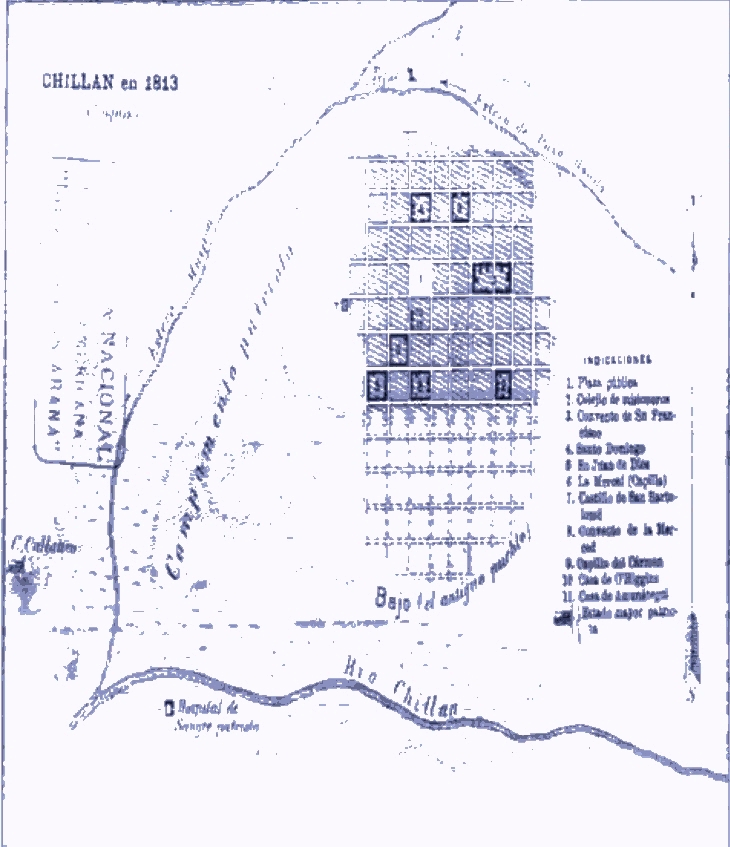
Croquis levantado por los patriotas para sitiar la ciudad de Chillán (Chillán Viejo), en julio de 1813

El Combate de Maipón se libró el 3 de agosto de 1813 en el marco del Sitio de Chillán entre las fuerzas patriotas mandadas por José Miguel Carrera y las tropas realistas acantonadas en Chillán al mando de Juan Francisco Sánchez, después de que los patriotas habían reconquistado Concepción. 

## Antecedentes
Los patriotas se situaron al poniente de la ciudad de Chillán (Chillán Viejo), entre ésta y el estero de Maipón (Estero Las Toscas), en unas lomas en que Mackenna, uno de los oficiales del ejército patriota, había instalado dos cañones de 24 y dos de 18. Desde el improvisado campamento, en el que las lluvias y las privaciones estaban haciendo estragos en la moral de las tropas, Carrera intimaba rendición a los realistas cuyas tropas estaban enclavadas cómodamente en el claustro de San Francisco (Actuales manzanas formadas por las calles Sotomayor, Erasmo Escala, El Cabildo, Orozimbo Barbosa y Juan Martínez de Rozas), con tres costados libres para abastecerse o hacer operar sus guerrillas. Sánchez respondió con una enérgica negativa, en vista de lo cual los cañones de Carrera abrieron fuego en la madrugada del 29 de julio. Como los disparos no tuvieron efecto alguno y provocaron hilaridad en el campo realista, Bernardo O'Higgins y José María Benavente dieron un asalto nocturno con 380 hombres que no tuvo mayores consecuencias.

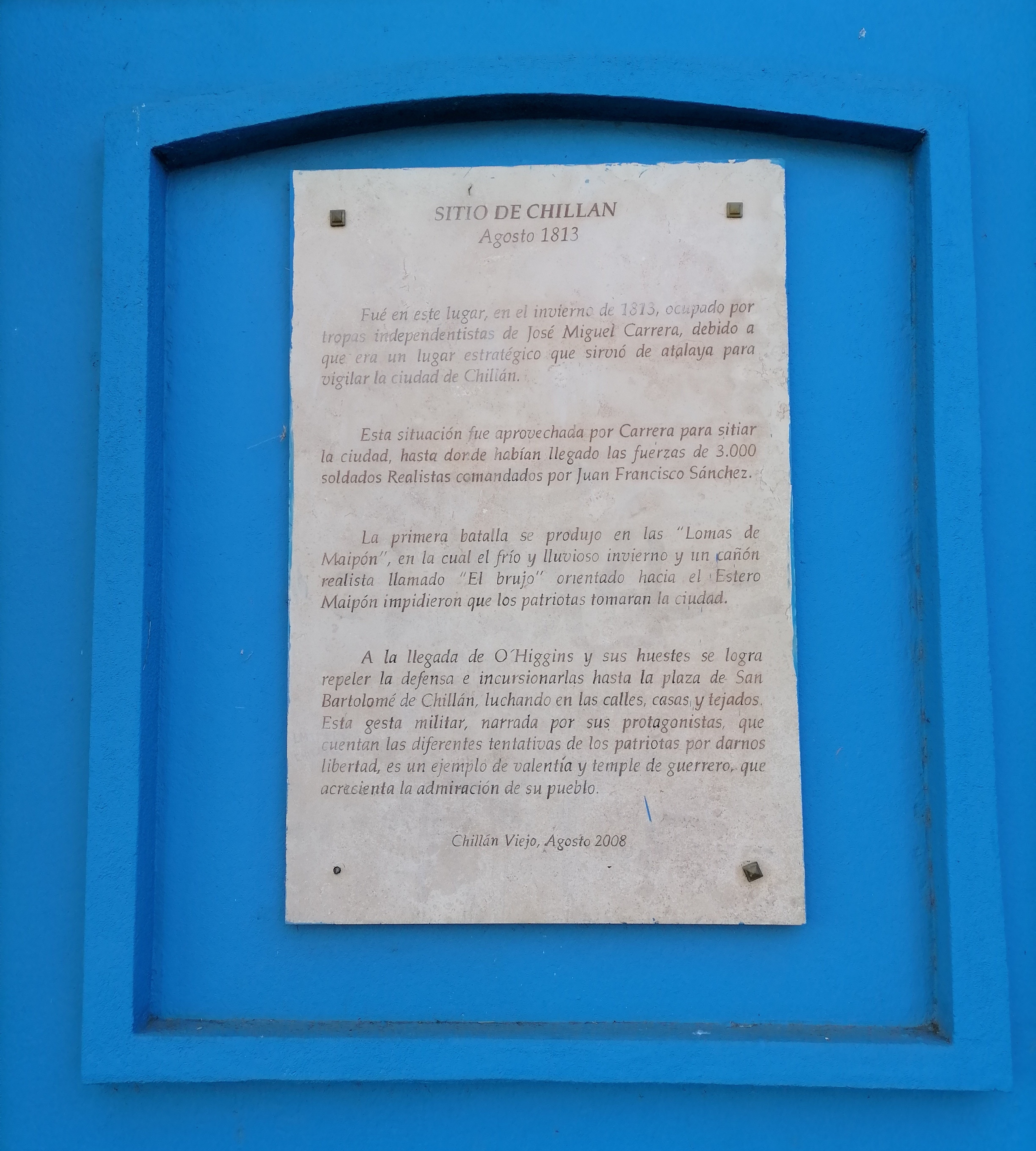
Placa conmemorativa ubicada en el lugar del Combate de Maipón, en Chillán Viejo, donde también se situaron las tropas que participaron en el Sitio de Chillán.

 Comprendiendo O'Higgins y Mackenna que la disciplina en el lado patriota comenzaba seriamente a resentirse, presionaron a Carrera para obligarle a arriesgar un asalto en regla. En la noche del 2 al 3 de agosto, el ejército pasó el Maipón y Mackenna logró emplazar una batería de seis cañones en una pequeña altura a cuatro cuadras de la ciudad.

## La batalla
Sánchez descubrió la batería y quiso tomarla por sorpresa, pero fracasó cuando Carrera hizo avanzar una columna de 400 hombres de caballería que amenazaban el flanco izquierdo de los realistas. Spano, que había quedado en lugar de Mackenna mientras este andaba en el cuartel general, atacó y penetró en los suburbios de la ciudad con su gente, a la cual imprudentemente se había repartido una fuerte ración de aguardiente. Sánchez dejó que los patriotas se dispersaran por el extremo poniente de la ciudad y empezó una cacería metódica de patriotas desde las tapias, los tejados y los balcones de las casas y, envalentonado con el éxito de ésta fácil cacería, decidió liquidar la situación contraatacando resueltamente las posiciones del enemigo. Desde el norponiente del pueblo hizo avanzar las tropas de Valdivia contra las baterías que habían emplazado los patriotas. Las tropas realistas tropezaron en su avance con la reserva del ejército patriota, la cual huyó y fue a refugiarse detrás de los cañones. Las fuerzas de caballería que Carrera mandó en su auxilió huyeron también. Las tropas de Valdivia, comandadas por el comandante Molina, al darse cuenta de que O’Higgins con los restos de la infantería salvados del combate en las calles de Chillán venía avanzando contra su batallón, se vieron obligados a abandonar el asalto a las baterías. En esos instantes, ambas columnas se paralizaron al contemplar un espectáculo aterrador. Una bala del fuerte de los realistas dio en uno de los cañones que Mackenna había emplazado cerca de la ciudad, y encendió el depósito de pólvora que estaba contiguo. Una inmensa llamarada seguida de un estruendo aterrador se dejó sentir al tiempo que el fuego se propagaba a los depósitos vecinos y aun a las cartucheras de los soldados. El pánico fue enorme y la confusión indescriptible. En medio del los lamentos de los heridos, los oficiales sobrevivientes trataban de organizar la defensa contra la columna de Molina. La infantería con que había llegado O'Higgins peleaba en completa dispersión. Grupos de soldados ebrios pedían a gritos que se les condujera de nuevo al asalto del pueblo. Antonio Millán, uno de los oficiales patriotas, cargó con metralla hasta la bocha el caño del 24 que quedaba útil y lo disparó contra la columna de Molina a boca de jarro. Los estragos de este disparo y la oscuridad de la noche pusieron término al combate.

## Consecuencias
Los realistas se retiraron al pueblo, sin mayores pérdidas. En las diversas acciones del día, el ejército patriota había tenido unos 200 muertos y otros tantos heridos.